# هونگ جیا
هونگ جیا (چینی: 洪家) یکی از هنرهای رزمی جنوبی چین است که از جنوب رود یانگ‌تسه در چین سرچشمه گرفته‌اند و زیرمجموعه‌ای از شائولین کونگ‌فو جنوبی است.
هونگ جیا ارتباط تنگاتنگی با اقوام کانتونی و وانگ فی-هونگ دارد که استادِ این رشته بود.
طرز ایستادن و گاردگیری در این سبک، پائین و مستحکم و از انواع «سِی پینگ ما» (四平馬) و «ایستایش اسبی» است و تکنیک‌های دستش، قوی و پُرصلابت است و حرکاتی چون «دست پُل‌مانند» و انواعِ «پنجهٔ ببری» را در بر می‌گیرد.